# Ruschia rigens
Ruschia rigens är en isörtsväxtart som beskrevs av L. Bol. Ruschia rigens ingår i släktet Ruschia och familjen isörtsväxter. Inga underarter finns listade i Catalogue of Life.